# ベトナムに平和を!市民連合
ベトナムに平和を!市民連合（ベトナムにへいわを!しみんれんごう、略称：ベ平連（ベへいれん））は、日本のベトナム戦争反戦及び反米団体。米軍の北爆開始を受け、鶴見俊輔、高畠通敏、小田実らによって1965年4月24日に結成された。運動団体としての規約や会員名簿はなく、何らかの形で運動に参加した人々や団体を「ベ平連」と呼んだ。ソ連崩壊後に公開された機密文書により、KGB経由でソ連から資金・支援を受けて脱走兵支援事業を行っていたと判明した。

## 来歴

### 前史

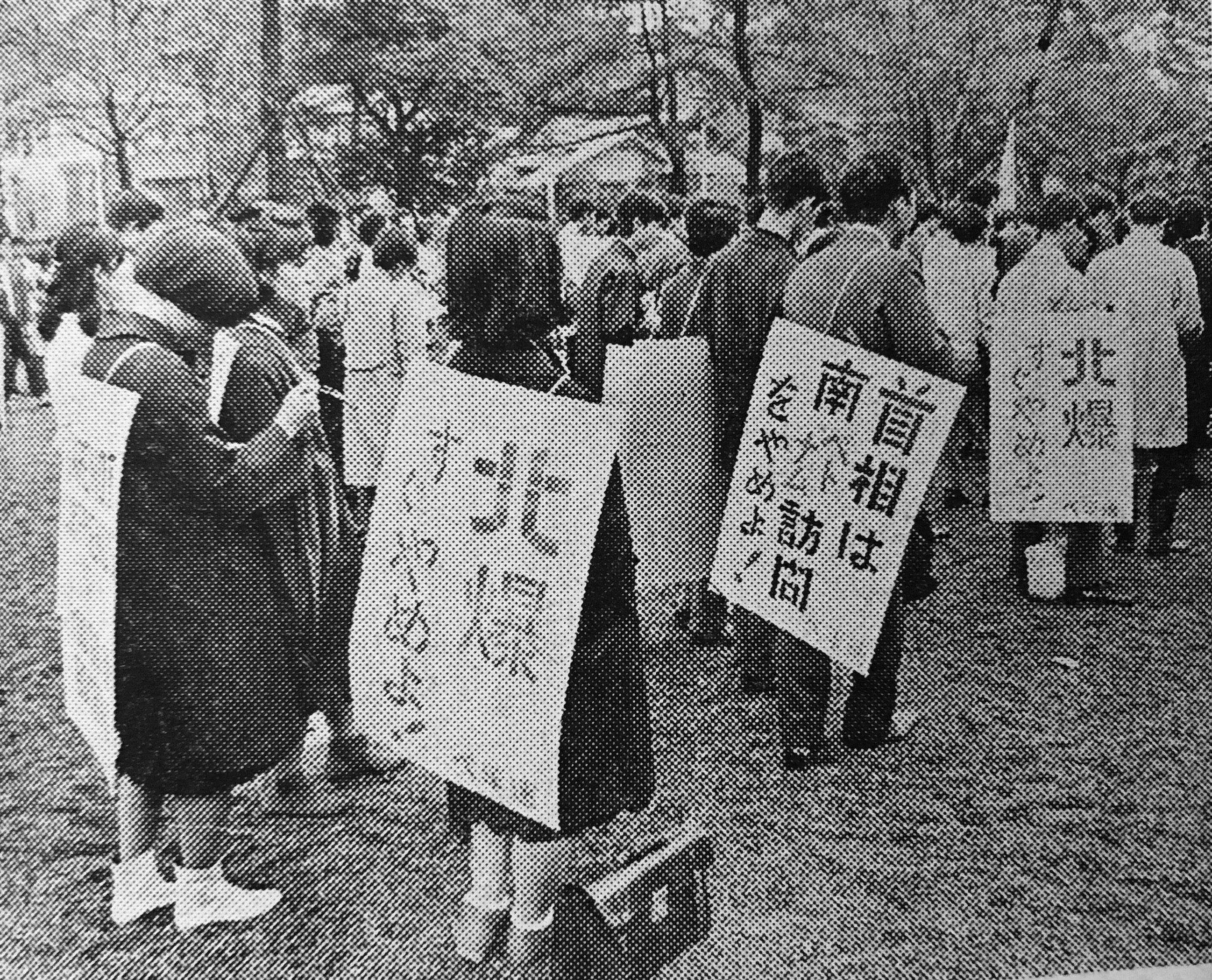
佐藤栄作首相の第2次東南アジア訪問阻止を訴えるデモ活動（1967年秋、東京都千代田区の清水谷公園）

1960年（昭和35年）6月4日、思想の科学研究会メンバーの小林トミと映画助監督の不破三雄は安保改定阻止に向け、「誰デモ入れる声なき声の会　皆さんおはいり下さい」と書いた横幕を後ろ向きに掲げてデモを行った。解散する頃には300人以上にふくれ上がり、解散後に鶴見俊輔や高畠通敏らと合流し、デモを再開した。反響が大きかったことから「声なき声の会」が発足し、杉並区の高畠の自宅に事務局が置かれた。
1965年（昭和40年）2月7日、アメリカ軍と南ベトナム空軍は、基地攻撃への反撃などを理由に、北ベトナム南部を爆撃。いわゆる「北爆」が開始されると、その直後からニューヨーク、ジャカルタ、パリなど各地で抗議行動が始まった。一般市民の死者が増えたことが報じられ、日本でも反戦運動が始まった。

### 結成
1965年（昭和40年）3月、文藝春秋の画廊で富士正晴の絵の展覧会が1週間開かれた。貝塚茂樹、桑原武夫と共に発起人を務めた鶴見はその頃、年の半分近くを東京で暮らしていたことから、期間中毎日受付にいた。その最終日、「声なき声の会」事務局長の高畠が訪れ、「北爆に対し無党派の市民として抗議したいが、『声なき声の会』では小さすぎる。政党の指令を受けないサークルの呼びかけで、ベトナム戦争を支援する日本政府に抗議するデモをやろう」と鶴見に働きかけた。鶴見は当時西宮市にいた小田実を誘った。高畠、鶴見、小田は東京新橋のフルーツパーラーに落ち合い、新しい団体の素案を練った。
同年4月3日、「声なき声の会」「日本戦没学生記念会（わだつみ会）」「キリスト教平和の会」など10団体が本郷の学士会館に集まり、
同月24日に行う最初の反戦デモについて話し合った。4月15日、小田ら21人は連名で24日のデモの告知を行った。呼びかけ人には開高健、堀田善衞、高橋和巳、吉田喜重、篠田正浩、佐藤忠男らが名を連ねた。
同年4月24日、「ベトナムに平和を！」のスローガンの下、東京都千代田区の清水谷公園から新橋まで市民1500人がデモ行進した。デモには木下順二、羽仁進、久野収らも加わった。そしてこの日、「声なき声の会」を母体に、小田を代表として「ベトナムに平和を!市民文化団体連合」が正式に発足した。「ベ平連」という略称は高畠が考えた。結成時の最初のデモに寄せて、小田は呼びかけ文に次のように記した。
同年、本業の映画プロデュースに専念することとなった久保圭之介に代わり、日本共産党を除名された吉川勇一が事務局長になった。
吉川と同じく共産党と対立のち離脱したマルクス主義新左翼党派「共労党（共産主義労働者党）」の面々も合流しており、ベ平連と共労党を兼ねたメンバーにはいいだももや吉川勇一、栗原幸夫、武藤一羊、花崎皋平らがいた。
その他無党派の反戦運動を旗印に、「来る者は拒まず・去る者は追わず」の自由意思による参加が原則で、労働組合や学生運動団体などの様々な左翼市民団体やそれを支持する学生、社会人、主婦、右翼団体の玄洋社など非左派も運動に参加した。「黙れ事件」で有名な元陸軍省軍務局長の佐藤賢了も反米の立場からベ平連討論集会に参加している。その結果「ベトナムに平和を！」に共鳴する人々の集まりを、小田はのちに「マジメ集団」「政治集団」「インチキ市民」でつながった運動、と呼んだ。
1966年10月16日に名称を「ベトナムに平和を!市民連合」に改称。
1971年以降は三菱グループや東芝などの南ベトナムへの進出企業、日立などの防衛産業への抗議活動、あるいは成田空港建設反対の三里塚闘争といった、ベトナム戦争の周辺闘争を展開した。新左翼メンバー間の内ゲバにも手を焼き、のちに東アジア反日武装戦線に名を連ねる片岡利明らも活動に加わった。

### 解散
1973年（昭和48年）1月27日に南ベトナムと北ベトナム、アメリカなどの間でパリ協定が調印されて和平が成立したことを受け、後述のように当時の市民運動の関心が反公害・反開発などのテーマに変質したことを受け存在意義を失うこととなった。
1974年（昭和49年）1月26日、解散集会を共立講堂で開いた。600名ほどが参加し、吉川勇一、武藤一羊、小中陽太郎、室謙二、福富節男、鶴見俊輔らが講師を務めた。同月27日、水谷橋公園から日比谷公園まで200名あまりでデモ行進した。このデモをもってすべての活動を終了した。
その後も、かつての主要メンバーの間で中国における文化大革命やカンボジアのポル・ポト政権についての見解が分裂することとなった。

## 主な活動

### デモと集会と反戦広告

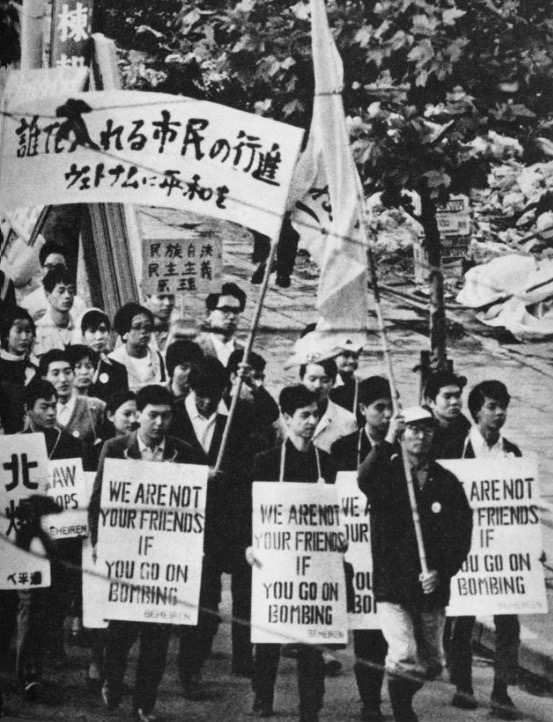
1967年10月3日に行われた反戦デモ

発足から2日後の1965年4月26日、総評、中立労連などと「アメリカのベトナム侵略に抗議する国民総決起大会」を東京、大阪、仙台など全国25か所で開催。米国大使館前では座り込みを行った。
同年11月16日、開高健の発案でアメリカの有力紙の1つである『ニューヨーク・タイムズ』への全面での「反戦広告」を掲載。
1966年9月18日、ジャン＝ポール・サルトルとシモーヌ・ド・ボーヴォワールが慶應義塾大学と人文書院の招待により来日。帰国前日の10月15日、サルトルとボーヴォワールを迎え、読売ホールで討論集会を開いた。千名あまりが参加し、集会後、東京駅までデモをした。
1967年1月11日、ジョーン・バエズが初来日。日本公演のさなかの1月25日、べ平連は集会「みんなでベトナム反戦を！ ジョーン・バエズとともに」を社会文化会館ホールで開き、バエズを招いた。舞台では高石友也もバエズのとなりで歌った。同年4月、画家の岡本太郎・筆の「殺すな」と大書された文字の下に英文のメッセージをデザインした反戦広告を『ワシントン・ポスト』に掲載するなど、その活動規模も運営資金も既成の「市民運動」の枠を大きく超えたものであった。
そのため既存の左翼・市民運動勢力から「文化人のベトナム遊び」と批判を受けるが、一方で少年雑誌の『ボーイズライフ』に大きく取り上げられたり、「穏健な反戦運動だから」と既存の左翼・市民運動とは敵対する立場の警察官や自衛官からの寄付もあり、反戦運動に関心を持つ人々の裾野を広げることとなった。また、アメリカ国内の反戦運動団体とも連帯を形作った。
一方で、デモの規模が大きくなると参加者の一部が過激な行動をとるようになり、1969年10月21日の反戦デーに合わせたデモでは道路にバリケードを築く行為などが行われた。東京都公安委員会は、このことなどを理由に同年11月16日に予定されていた佐藤首相訪米抗議デモの申請を不許可としている。

### 脱走兵支援活動

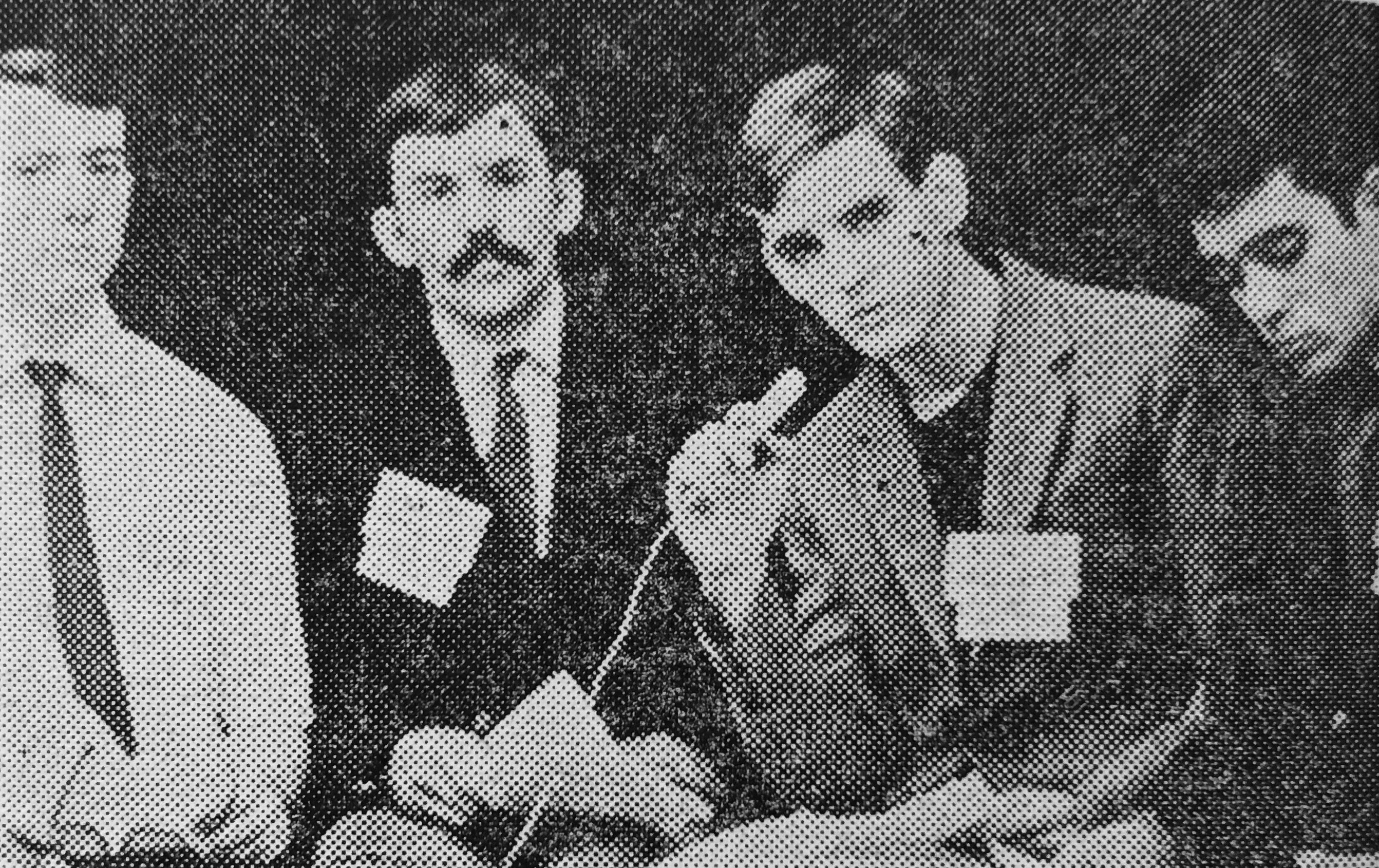
航空母艦「イントレピッド」から脱走した4人（1967年）

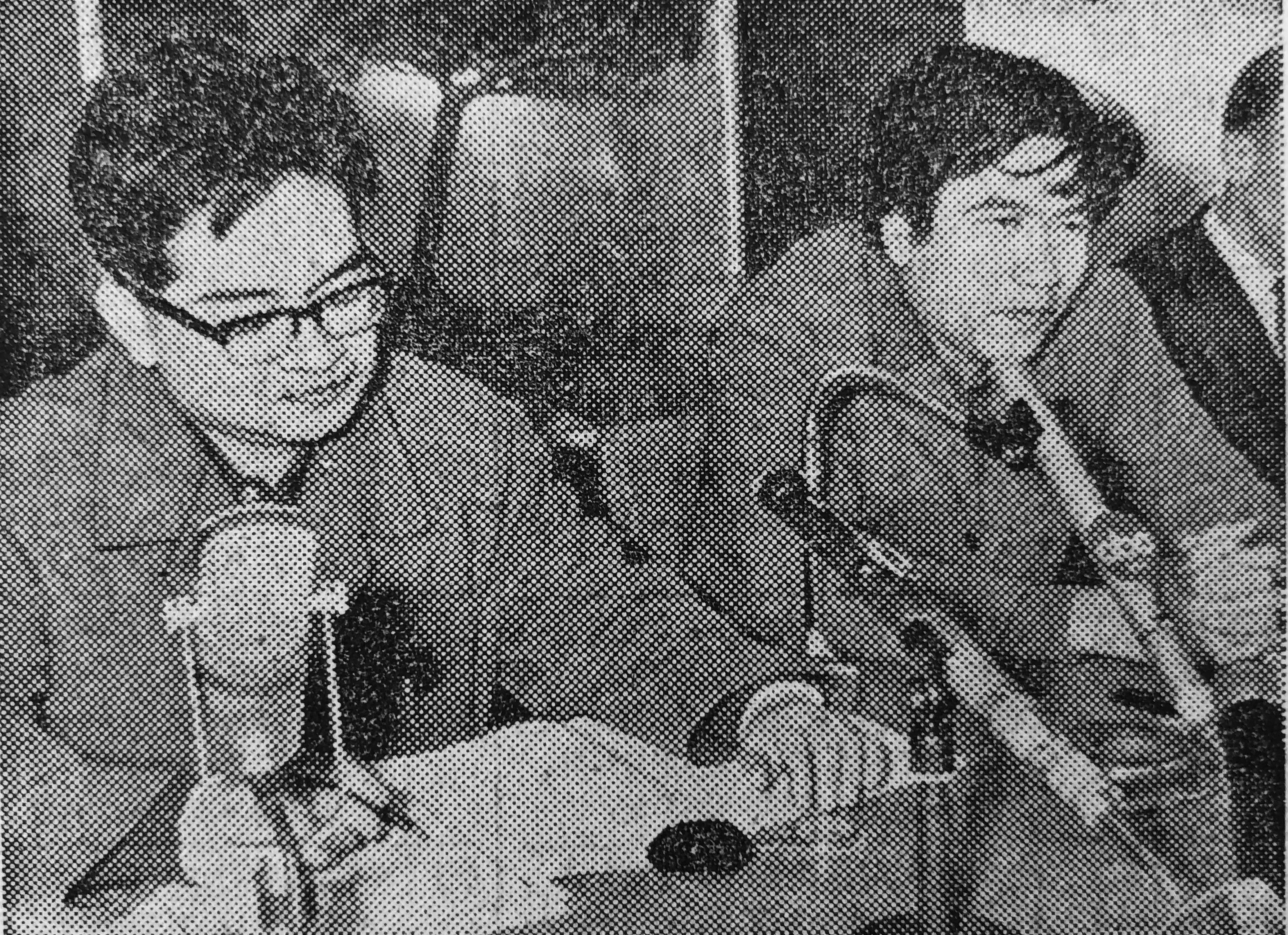
鶴見俊輔、小田実（1967年11月13日）

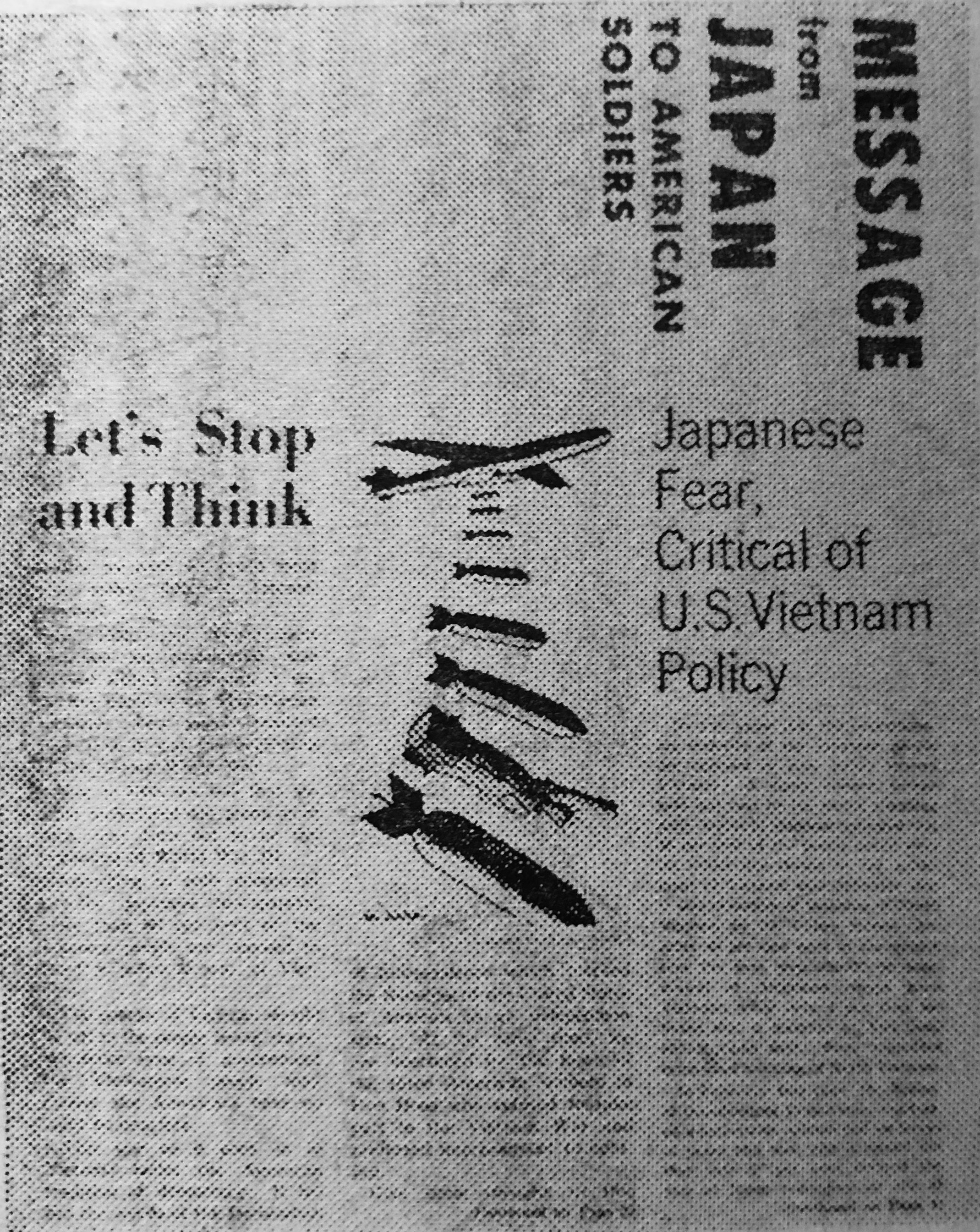
ベ平連が米兵に向けて発したメッセージ

小田ら運動の中核となった少数の幹部は、違法な手段を使いアメリカ軍の「良心的脱走兵」の逃走支援を行った。これらの活動はベ平連とは別に「JATEC（Japan Technical Committee to Aid Anti War GIs―反戦脱走米兵援助日本技術委員会）」として運営された。
1967年10月17日、アメリカ海軍のエセックス級航空母艦「イントレピッド」が横須賀海軍施設に入港。停泊中にマイケル・アンソニー・リンドナー、クレイグ・W・アンダーソン、リチャード・D・ベイリー、ジョン・マイケル・バリラの4人が脱走した。同月、ベ平連は4人を引き受ける。
同年11月13日、代表の小田実、鶴見俊輔、事務局長の吉川勇一、栗原幸夫、小中陽太郎らは神田一ツ橋の学士会館で会見を開き、4人が脱走したと明かした。また、4人が声明を述べる約20分のインタビュー映画「イントレピッドの4人」を上映した。横須賀海軍施設も同日、脱走事実を認めた。
ベ平連は4人を横浜港でソ連極東部のウラジオストックへ向かうソ連の定期船に違法に乗船させ、モスクワ経由でスウェーデンに入国させた。ここから「イントレピッド4人の会」が結成され、さらに脱走を援助する組織として「JATEC」が武藤一羊により命名された。4人は本国では「Intrepid Four」と呼ばれた。栗原幸夫が指令役になり、吉岡忍、山口文憲、阿奈井文彦などの若手メンバーが実動役を請け負った。
だが、1968年にアメリカの情報機関の工作員であるラッシュ・ジョンソンが脱走兵のふりをして侵入したことにより（“ジョンソン”が本名だったのか、また所属機関は今も不明）、同行して釧路に飛んだ脱走兵のジェラルド・メイヤーズが、11月5日に日本の警察に逮捕され、アメリカ海軍に引き渡された。メイヤーズの乗ったレンタカーを運転していた山口文憲は、自宅で見せたモデルガンを本物の銃と誤認したメイヤーズの供述により、翌1969年2月15日、銃刀法違反容疑で逮捕された（当時はモデルガンの第一次規制前で、のち釈放）。また、メイヤーズが隠れていた高橋武智宅も家宅捜索をうけた。
JATECが正規の出国手続きを踏まない形での国外逃亡の幇助など、日米法体系上の盲点を脱法行為も伴う手段を用いて日本から脱走兵を秘密裏に出国させたものの、その数は数人に留まり、多くの脱走兵はアメリカ軍へ帰還した。1968年2月15日の「山口逮捕、高橋宅捜査」以降、JATECは方針を変更し、高橋武智をリーダーとして「脱走兵の国内潜行援助」、パンフレット『脱走兵通信』『ジャテック通信』による宣伝活動、そして在日アメリカ軍基地周辺での「反戦GI運動支援」活動を行った。

### 一株株主運動
1971年、防衛産業の象徴とされる三菱重工に対し、「反戦一株株主運動」を大々的に組織。11月30日の株主総会に際し、約250名でデモ行進後、会場に入場するが、三菱重工側は約500名の総会屋と右翼を動員し「反戦株主」に対応。
他にこの年は南ベトナムに進出することを発表したソニーなどに対し「日本の再侵略を許すな」とデモを行った。1973年になると九州電力など、南ベトナムに進出していない企業へ対しても直接行動を起こす など、反戦運動以外にも反公害・反開発的といった包括的な左翼市民運動に移行していった。

## ソ連との関係

### ソ連からの資金援助
公開された旧ソ連共産党機密文書によれば、ベ平連のKGBとの結び付きは、吉川勇一がKGBの代表者に資金援助を依頼したことに始まる。当時のユーリー・アンドロポフKGB議長がソ連共産党中央委員会に提出した報告書には小田と吉川が名指しで登場しており、アンドロポフ議長は党中央委員会にて、ベ平連リーダーとKGBの秘密の接触を利用して、プロパガンダ活動を拡大し、日本から第三国へのアメリカ軍の脱走兵の違法輸送を達成するために必要な場合、物質的支援を含む委員会が活動を継続するのを支援することを勧告した。
さらにアンドロポフ議長は、この報告書を、KGBは、日本のベ平連のリーダーとの接触を維持し、この関係をソビエト連邦の利益に影響を与えることを支援するために、自由に使える非公式の手段を準備すると答えていた。
この頃より保守系、非左派、中道派の多くが離脱し、結成当初大きな役割を果たした開高も67年以降は運動から離れていった。
反共的立場をとる石原慎太郎は、裏ではソビエト連邦のKGBの資金や物資支援を受ける影響下に当時あったことが、イデオロギー色が濃くなっていったと評している。

### KGBとの関係
1991年（平成3年）のソビエト連邦の崩壊によって明らかにされたソ連側資料によれば、ソ連国家保安委員会（KGB）は秘密裏にべ平連側と接触しており、昭和43年初めごろには、べ平連側から脱走兵支援のための資金的援助の要請があった。
これに対してKGB側は、反米プロパガンダ活動の拡大と脱走アメリカ兵を助けるため必要とあらば物質的サポートなどを行うが、ソ連の有する手段を用いて脱走兵を移送することはできないと回答するよう共産党中央委員会に提案している。
小田や高橋らを中心としたベ平連の幹部、並びにJATECの構成員は、駐日ソ連大使館員を装ったKGB要員の支援を得て少数の脱走兵を複数回、日本からスウェーデンなどの中立国に脱出させた。
吉川勇一本人は、共同通信記者の春名幹男の取材に対して、「（ソ連大使館の）参事官や一等書記官と会ったが、恐らく、全員がKGB要員だった」、「脱走兵の日本脱出に事実上の援助を与えてくれるところなら、KGBだろうがスパイだろうが手を借りたいという気持ちだった」と述べている。ラッシュ・ジョンソンのスパイ活動でソ連ルートが壊滅したといわれているが、それだけではなく、何度も脱走を手引きするうちに徐々にKGB側は「重要機密部門で働いていた兵士しか受け入れない」という態度を見せるようになり、協力関係は破綻したという。
吉川勇一とソ連の関係は、共産党の職業活動家として日本平和委員会常任理事だった1963年当時から問題とされていた。不破哲三は『日本共産党にたいする干渉と内通の記録――ソ連共産党秘密文書から　上』（新日本出版社、1993年）で、「ソ連大使館での六回にわたる会談とセナトロフ（引用者注：ソ連大使館二等書記官）・メモが雄弁に語るように、吉川と吉田（引用者注：吉田嘉清。原水爆禁止日本協議会事務局主任）は、もっとも密接な連携のもとに、ソ連と内通して秘密工作をはじめた二人でした」と吉川を激しく非難している。吉川はベ平連事務局長就任後の1966年、吉川と同時期に親ソ派として共産党を除名された志賀義雄らの「日本のこえ」に参加した。